# 體積力
物理学的體積力（body force）是指作用在物體體積上的力。像因為引力、靜電學和磁場而產生的力都屬於體積力。體積力和接觸力或表面力不同，後者二個是作用在物體的表面上。
像離心力、欧拉力和科里奥利力等慣性力也屬於體積力。

## 定義

### 質性分析
體積力是力的一種，因此其因次分析為[M][L][T]−2，和力一樣。不過，常常會考慮單位体积或是單位質量下的力，假如關注的是單位体积下的力，可以表示為系統的力密度。
體積力和接觸力不同，體積力不需要物體接觸，因此和壓力梯度、熱傳導和對流的力不是體積力，因為這些力需要物體的接觸。
常見的體積力有：
- 引力
- 库仑定律，作用在有電荷的物體上
- 磁力，作用在有電流的物體上，例如因為渦電流造成的煞車力。

慣性力也可以視為是體積力，常見的有
- 離心力
- 科氏力
- 欧拉力，出現在旋轉速度變化的旋轉座標系上

不過，慣性力不是真正的力，慣性力只是用來修正在非惯性参考系下的牛顿运动定律（若是以廣義相對論的觀點下，引力也可以視為是慣性力）。

### 定量分析
可定義力密度，讓力密度的體積積分即為所有的體積力：
{\displaystyle \mathbf {F} _{\mathrm {body} }=\int \limits _{V}\mathbf {f} (\mathbf {r} )\mathrm {d} V\,,}
其中dV是無限小體積元素，而f是體積力密度。

## 加速度
體積力和其他的力類似，都會讓物體加速。對於非剛體的物體，作用在其小體積元素的牛頓第二運動定律如下
{\displaystyle \mathbf {f} (\mathbf {r} )=\rho (\mathbf {r} )\mathbf {a} (\mathbf {r} )},
其中ρ(r)是物體的密度，ƒ是力密度，而a(r)是在點r的加速度。

## 引力
考慮在星球表面引力場的物體。a(r)幾乎是常數(g)，且是均勻的。在地表的重力加速度為
{\displaystyle g=9.81{\text{ }}\mathrm {ms} ^{-2}}.
則體積力表示如下
{\displaystyle \mathbf {F} _{\mathrm {body} }=\int \limits _{V}\rho (\mathbf {r} )\mathbf {g} \mathrm {d} V=\int \limits _{V}\rho (\mathbf {r} )\mathrm {d} V\cdot \mathbf {g} =m\mathbf {g} }
其中m是物體的質量。